# Rhoicinus urucu
Rhoicinus urucu är en spindelart som beskrevs av Antonio D. Brescovit och Oliveira 1994. Rhoicinus urucu ingår i släktet Rhoicinus och familjen Trechaleidae. Inga underarter finns listade i Catalogue of Life.